# Article 89 de la Constitution de la Cinquième République française
Pour les articles homonymes, voir Article 89 de la Constitution.
Pour un article plus général, voir Constitution française du 4 octobre 1958.
Article 88-7 Article 90
 Abrogé
En France, l'article 89 de la Constitution de la Cinquième République française organise la révision de la Constitution.
Elle s'effectue en trois phases : initiative, discussion et adoption, ratification. La révision, souvent appelée comme lors des précédentes républiques « loi constitutionnelle », est ensuite promulguée, par le président de la République : et ce par pure tradition juridique, même sans fondement juridique actuellement en vigueur.

## Texte
« L'initiative de la révision de la Constitution appartient concurremment au Président de la République sur proposition du Premier ministre et aux membres du Parlement.

Le projet ou la proposition de révision doit être examiné dans les conditions de délai fixées au troisième alinéa de l'article 42 et voté par les deux assemblées en termes identiques. La révision est définitive après avoir été approuvée par référendum.
Toutefois, le projet de révision n'est pas présenté au référendum lorsque le Président de la République décide de le soumettre au Parlement convoqué en Congrès ; dans ce cas, le projet de révision n'est approuvé que s'il réunit la majorité des trois cinquièmes des suffrages exprimés. Le bureau du Congrès est celui de l'Assemblée nationale.
Aucune procédure de révision ne peut être engagée ou poursuivie lorsqu'il est porté atteinte à l'intégrité du territoire.

La forme républicaine du Gouvernement ne peut faire l'objet d'une révision. »
— Article 89 de la Constitution

## Phases de la révision constitutionnelle

### Initiative
Elle appartient « concurremment au Président de la République (projet) sur proposition du Premier ministre et aux membres du Parlement (proposition) ».
Initiative partagée donc entre les parlementaires et l'exécutif, mais surtout au sein même de l'exécutif : ni le Président ni le premier ministre ne peuvent engager seul une procédure de révision ; le Président doit attendre - ou solliciter - la proposition du Premier ministre, et, en retour, le Premier ministre doit attendre - ou provoquer - la réponse du Président à sa proposition. 
Quand l'initiative de la révision vient de l'exécutif, l'accord du Président et du Premier ministre est ainsi nécessaire ; exigence relativement facile à satisfaire si l'un et l'autre appartiennent à la même famille politique, beaucoup moins dans l'hypothèse d'une cohabitation au sommet de l'État.

### Discussion et adoption
Qu'il vienne de l'exécutif - projet - ou des parlementaires - proposition - le texte doit être voté par chacune des deux chambres « en termes identiques ». À la différence de la procédure législative ordinaire où le Premier ministre peut, en cas de désaccord persistant entre les deux chambres, provoquer la réunion d'une commission mixte paritaire pour tenter d'aboutir à un texte commun - et même demander à l'Assemblée nationale de statuer définitivement - la procédure de révision ne prévoit aucun moyen de forcer l'accord entre députés et sénateurs. 
Ici, les deux assemblées ont un pouvoir égal ; en maintenant sa rédaction, en refusant de prendre en compte les modifications de l'autre, chacune peut faire durer les débats indéfiniment et, de fait, bloquer la révision. Plusieurs projets ont ainsi échoué à ce stade, par blocage du Sénat : l'extension du champ du référendum (1984), l'extension aux personnes du droit de provoquer le  contrôle de la conformité d'une loi aux droits fondamentaux (1990, 1993).

### Ratification
Après avoir été voté en termes identiques par l'Assemblée nationale et le Sénat, la procédure de révision de la constitution se poursuit, mais cela varie selon le statut :
- Proposition de loi, les parlementaires sont à l'origine de la révision : la ratification du texte voté se fait obligatoirement par référendum.
- Projet de loi, l'exécutif est à l'origine du texte : la ratification intervient soit par référendum soit par la saisie du Congrès.

Le Congrès est la réunion, dans une même salle et au Château de Versailles, des députés et des sénateurs qui doivent voter le projet à la majorité des trois cinquièmes des suffrages exprimés pour qu'il soit ratifié.
La raison de cette différence de traitement entre projet et proposition est, évidemment, politique : le général de Gaulle craignait que les initiatives parlementaires de révision aient pour objet de détruire son œuvre ; aussi, connaissant la très grande réserve des députés et sénateurs à l'égard de la pratique référendaire, il espérait limiter leurs « envies » de révision en les soumettant obligatoirement au référendum. Les faits lui ont donné raison, toutes les révisions constitutionnelles ratifiées jusqu'à présent ont été de l'initiative du pouvoir exécutif.

## Limites

### Circonstances interdisant la révision
La révision constitutionnelle ne peut avoir lieu dans des circonstances manifestement graves, notamment :
- sous la pression de l'occupant, lors d'un conflit (« lorsqu'il est porté atteinte à l'intégrité du territoire ») ;
- en présence d'un président de la République par intérim et jusqu'à la prise de fonction d'un nouveau Président élu[3], en vertu de l'article 7 de la Constitution, qui indique : « Il ne peut être fait application ni des articles 49 et 50 ni de l'article 89 de la Constitution durant la vacance de la Présidence de la République ou durant la période qui s'écoule entre la déclaration du caractère définitif de l'empêchement du Président de la République et l'élection de son successeur. » ;
- lorsqu'il est fait application de l'article 16 de la Constitution, qui donne des pouvoirs considérablement étendus au président de la République dans des circonstances gravissimes (par la décision 92-312 DC du 2 septembre 1992[4]).

### Interdiction d'un changement de régime
Le cinquième et dernier alinéa de l'article 89 indique que « La forme républicaine du Gouvernement ne peut faire l'objet d'une révision ». Cet alinéa a fait l'objet d'interprétations et commentaires divers, concernant notamment la signification de la « forme républicaine ». Cette disposition était déjà énoncée dans les lois constitutionnelles de 1875 à la suite de leur amendement par la loi de révision du 4 août 1884, sur demande des députés républicains qui craignaient un retour à la monarchie.
L'expression de « forme républicaine du gouvernement » n'a jamais été définie clairement. Dans sa décision de septembre 1992, au considérant 19, le Conseil constitutionnel n'a pas explicité ce qu'il fallait entendre par ce terme.
Cette question d'interprétation reste en suspens, le Conseil constitutionnel a rappelé, dans sa décision du 2 septembre 1992, l'ensemble de ces limites, mais le 26 mars 2003, il s'est déclaré incompétent pour statuer sur un recours contre une révision constitutionnelle (il s'agissait de l'organisation décentralisée de la République). On ne peut donc voir aucune supra-constitutionnalité en France[réf. nécessaire].
Guy Carcassonne remarque que la portée de l'article 89 semble symbolique car l'article n'interdisant pas une révision des limites qu'il pose, le pouvoir constituant pourrait les supprimer et retrouver ainsi une totale liberté de décision, y compris pour modifier la forme républicaine du gouvernement. Il y voit le signe d'une volonté de « dissiper le spectre du vote du 10 juillet 1940 par lequel l'Assemblée nationale avait conféré les pleins pouvoirs, y compris constituant, à Pétain ».
La sécurité juridique apportée par cet article semble d'autant plus faible que le jeu sur les mots est possible de la part d'un futur constituant. La Constitution de l'an XII qui remplace la Première République par le Premier Empire dispose à son article premier que « Le gouvernement de la République est confié à un empereur qui prend le titre d'empereur des Français ».

### Contournement par l'article 11
L'article 89 n'est pas le seul à concerner les réformes constitutionnelles. Le général de Gaulle a utilisé en 1962 la procédure de l'article 11 sur le référendum législatif pour modifier la Constitution et prévoir l'élection du président de la République au suffrage universel direct, utilisation de l'article 11 qu'une partie de la doctrine ainsi que des responsables politiques estimèrent anti-constitutionnelle. L'objectif était alors de contourner le Parlement. 
Georges Pompidou dira lui-même plus tard que les articles 11 et 89 empiètent partiellement l'un sur l'autre, le premier disposant que le référendum peut porter sur l'« organisation des pouvoirs publics », sujet éminemment constitutionnel.
Il y eut également une tentative de réforme constitutionnelle grâce à cet article en 1969, portant sur la fusion du Sénat et du Conseil économique et social et sur la réforme des régions. Le rejet de cette tentative par les électeurs (52,4 % des votants, soit 41,9 % des inscrits) a conduit le président de Gaulle à la démission.

## Postérité

### Utilisations
La forme normale de révision, par le référendum, reste très peu utilisée : une seule fois pour l'instauration du quinquennat en 2000. La procédure de révision de la Constitution par réunion du Congrès s'est ainsi banalisée. Thierry Lentz fait remarquer que la voie référendaire n'a été utilisé qu'une fois, contre vingt et une fois en passant par le Congrès.

### Jurisprudence
Le Conseil constitutionnel a déduit du quatrième alinéa de l'article que l'article 89 ne pouvait être activé lorsque l'article 16 est en vigueur, dans la décision 93-312 DC du 2 septembre 1992.